# Afterhours presentano: Il paese è reale (19 artisti per un paese migliore?)
(Manuel Agnelli)
Afterhours presentano: Il Paese è reale (19 artisti per un paese migliore?) è un album raccolta curato dagli Afterhours e pubblicato nel 2009.

## Il contesto
La raccolta fa parte di un progetto, chiamato appunto "Il paese è reale", nato con lo scopo dichiarato di promuovere musicisti indipendenti italiani di risonanza non popolare e di lanciare un messaggio volto a sollecitare una sorta di produttività mentale agli italiani, una sollecitazione al far fruttare di più i propri pensieri, a dare vita alla propria creatività e personalità, a fare qualcosa di utile al fine di migliorare il proprio paese ed in generale le cose che li circondano, nonché a dimostrare il proprio talento.

## Tracce

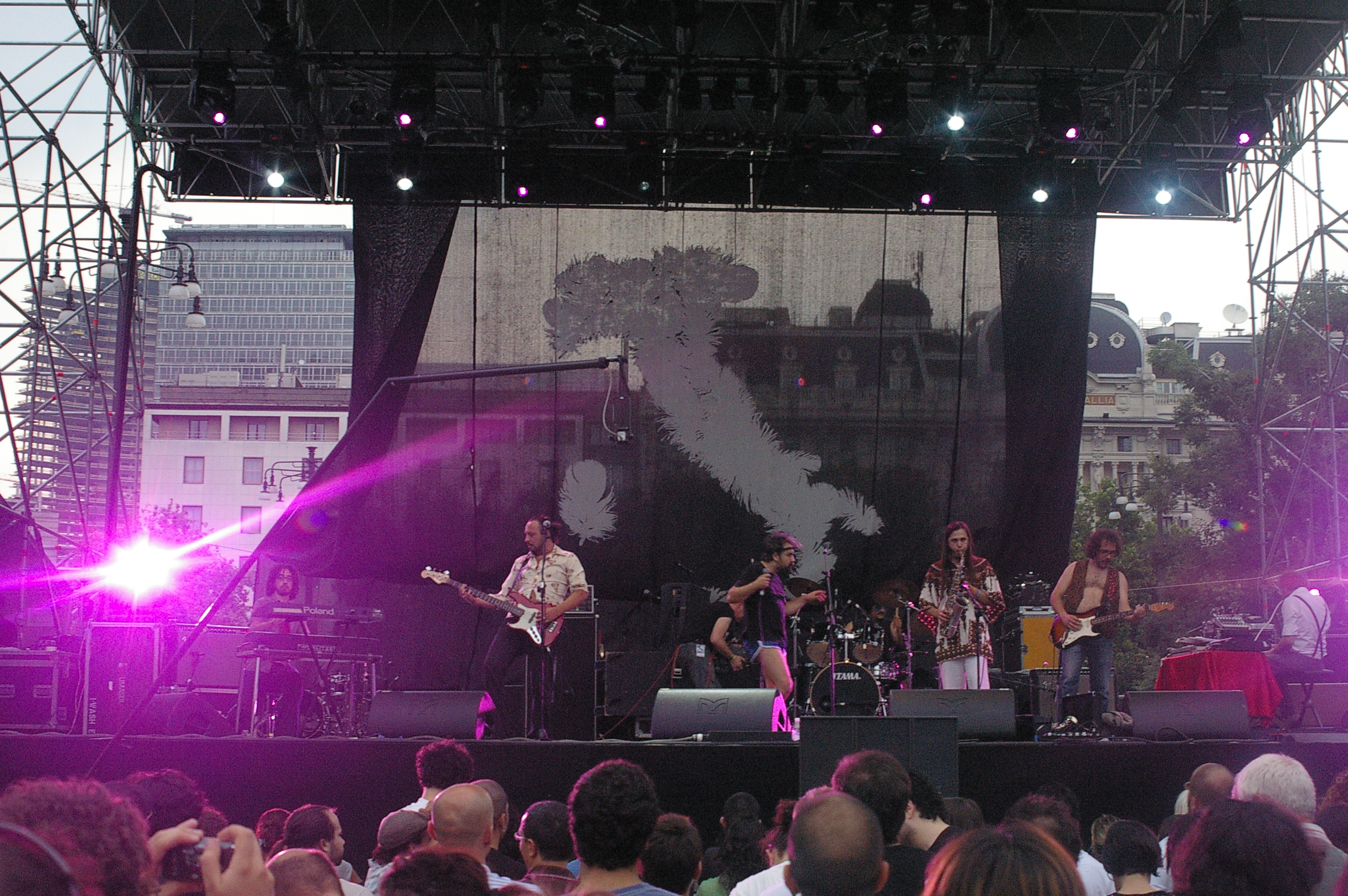
I Mariposa durante il concerto "Il paese è reale il 19 giugno 2009 a Milano davanti alla stazione centrale

1. Afterhours - Il paese è reale - 3:47
2. Paolo Benvegnù - Io e il mio amore - 4:41
3. Marco Parente - Da un momento all'altro - 2:55
4. Dente - Beato me - 3:21
5. Cesare Basile - Le canzoni dei cani - 2:55
6. A Toys Orchestra feat. Luca D'Alberto - What You Said - 2:11
7. Reverendo - California - 3:09
8. Calibro 35 - L'uomo dagli occhi di ghiaccio - 6:38
9. Il Teatro degli Orrori - Refusenik - 3:42
10. Roberto Angelini - Tempo e pace - 4:53
11. Beatrice Antolini - Venetian Hautboy - 3:20
12. Zu - Maledetto sedicesimo - 5:06
13. Zen Circus - Gente di merda - 2:51
14. Marco Iacampo - Che bella carovana - 4:16
15. Mariposa - Le cose come stanno - 4:11
16. Settlefish - Catastrophy Liars - 2:45
17. Disco Drive - The Giant - 3:14
18. Marta sui tubi - Mercoledì - 3:09
19. Amerigo Verardi + Marco Ancona - Mano nella mano - 5:46